# Mario Delaš
Mario Delaš (Split, 16. siječnja 1990.) je hrvatski profesionalni košarkaš. Igra na poziciji krilnog centra, a trenutačno je član BC Kalev/Cramo.

## Karijera
Nakon prolazaka kroz mlađe kategorije Splita, početkom 2007. ulazi u seniorsku ekipu. U svojoj prvoj sezoni u seniorima nije se naigrao, ali je na Europskom prvenstvu za košarkaše do 18 godina, predvodio hrvatsku košarkašku reprezentaciju do brončane medalje. Uz medalju Delaš se odličnim igrama izborio i za prvu petorku EP-a, odnosno za epitet najbolje ‘četvorke’ Europe do 18 godina. S 18.6 koševa i 9.1 skokom po susretu bio je najbolji strijelac i skakač hrvatske reprezentacije. U sezoni 2008./09. trebao se nametnuti kao nova mlada nada Splita, poslije Skansia, Jerkova, Rađe i Vujčića. U cijelom pogledu nije se etabliriao u ponajboljeg igrača Žutih, ali je nastavio napredovati u košarkaškom smislu. U sljedećem ciklusu s hrvatskom juniorskom reprezentacijom, Delaš je osvojio brončanu medalju. Izabran je u najbolju petorku natjecanja i bio najkorisniji igrač Svjetskog U-19 prvenstva na Novom Zelandu 2009. godine. Bio je drugi strijelac prvenstva s 20 poena u prosjeku. S 58% šuta iz igre četvrti je najpreciziniji igrač, a sa sedam skokova u prosjeku 13. skakač. Ujedno je i šesti bloker SP-a. U glasovanju čitatelja i suradnika portala Kosarka.hr, Delaš je dobio nagradu za najboljeg mladog košarkaša sezone 2008./09.
S ulaskom u 21. godinu prelazi u klub litavskog prvaka i euroligaša - BC Žalgiris te završava sezonu s minimalnom minutažom, ali ostvaruje dobre rezultate. U kolovozu 2010. Žalgiris ga šalje na jednogodišnju posudbu u Cibonu.

## Vanjske poveznice
- Profil na NLB.com